# مستوى قذالي
هي منطقة من صدفة العظم القذالي، من مكونات العظم القذالي، التي تقع فوق الخطوط القفوية الأعلى، وهذه المنطقة (المستوى القذالي) مغظّاة بعضلة قذالية.